# Palacio de Medinaceli (Aranjuez)
El Palacio de Medinaceli, o Casa de Carmena, es un edificio de la ciudad española de Aranjuez, en la Comunidad de Madrid.

## Descripción
Edificio civil creado por los duques de Medinaceli en el año 1773, también conocido como la Casa Carmena. Es de estilo neoclásico y responde al modelo palatino de Aranjuez: arquitectura sencilla con escasa ornamentación solo subrayada por el acceso adintelado que conduce a un patio interior a través de un zaguán. Se adapta al modelo de manzana del casco antiguo, de crujías distribuidas en torno a un patio cuadrado, y con un espacio ajardinado en la parte posterior. Hoy se halla dividido en viviendas.